# Аргиродерма
Аргиродерма (лат. Argyroderma) — род суккулентных растений семейства Аизовые (Aizoaceae), произрастающий на территории Капской провинции ЮАР.

## Название
Родовое латинское (научное) название Argyroderma происходит от греческих слов argyros — «серебро», и derma — «кожа», в связи с окраской листьев.

## Ботаническое описание

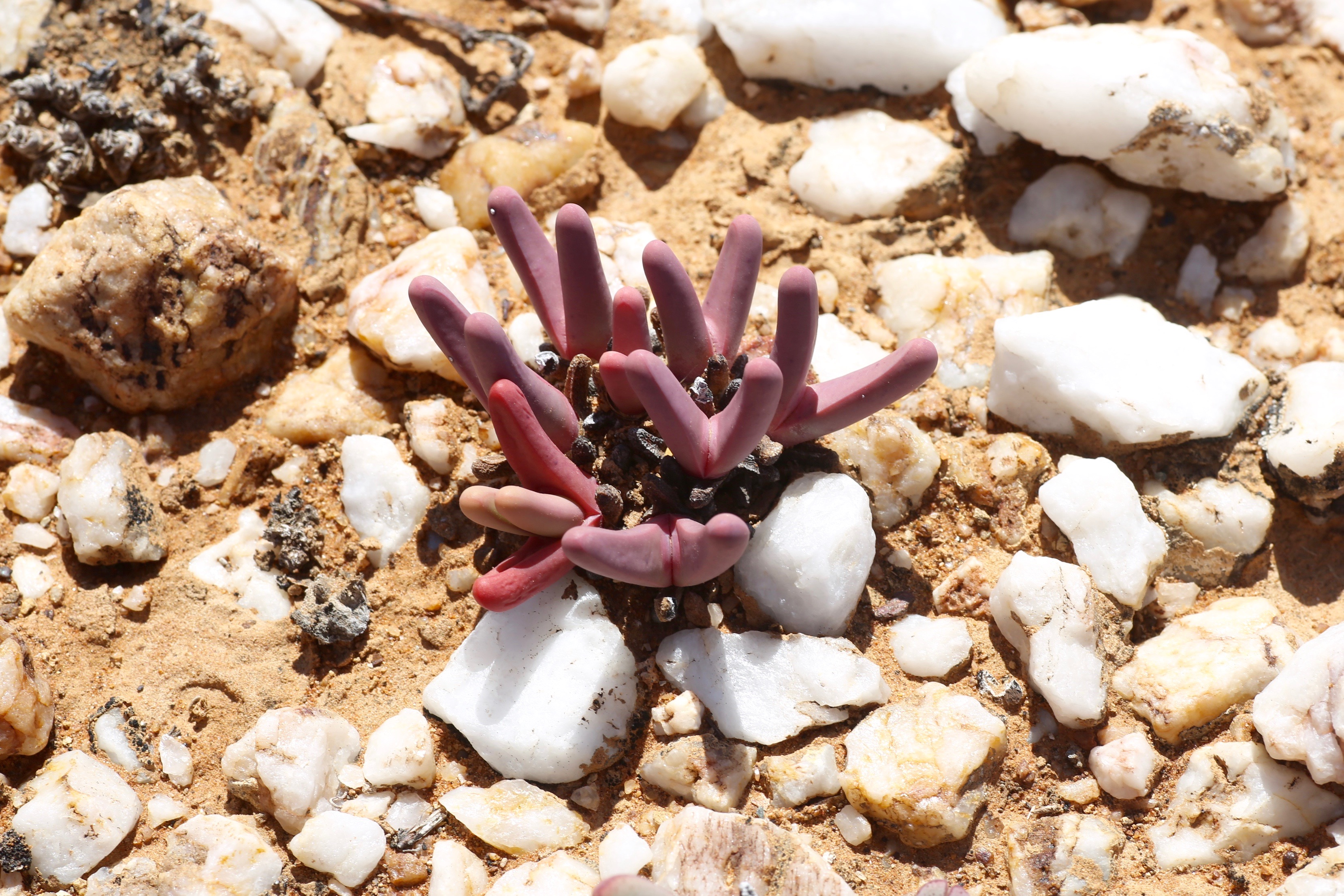
Пальцевидные листья Argyroderma fissum

Представители рода — компактные, карликовые многолетники. На каждом стебле обычно располагаются 2 листа, а при формировании новых пар листьев их количество может достигать 4-6.
Листья расположены супротивно и имеют разнообразные формы: пальцевидные, капюшоновидные, полуяйцевидные или полушаровидные. Они сросшиеся при основании и могут быть прямостоячими или раскидистыми. Верхняя поверхность листьев может быть плоской или слабовыпуклой, а нижняя — выпуклой. Окраска листьев изменчива — от серебристых до серо-зеленых.
Цветки одиночные и находятся у верхушки стебля. У них присутствует характерные гипантии, в котором загибаются тычинки. Цветки раскрываются в полдень и закрываются во второй половине дня. Чашелистиков обычно 6-8 и собраны в короткую трубку. Лепестков много, они отходят от верхушки чашечки и могут быть желтого, фиолетового или красного цвета, редко белые. Тычинок много, а стаминодии могут быть отсутствующими или присутствовать в небольшом количестве.
Плод представляет собой коробочку, схожую по форме с плодами рода Leipoldtia. Плод широкий и неглубокий, с жесткими кроющими мембранами. Замыкающие тела крупные, практически закрывают наружное отверстие локул, а крылья створки довольно узкие, а кили — толстые и тентовидные. Семена мелкие, шаровидной формы, гладкие и коричневого цвета.
Количество хромосом: х = 9.

## Таксономия

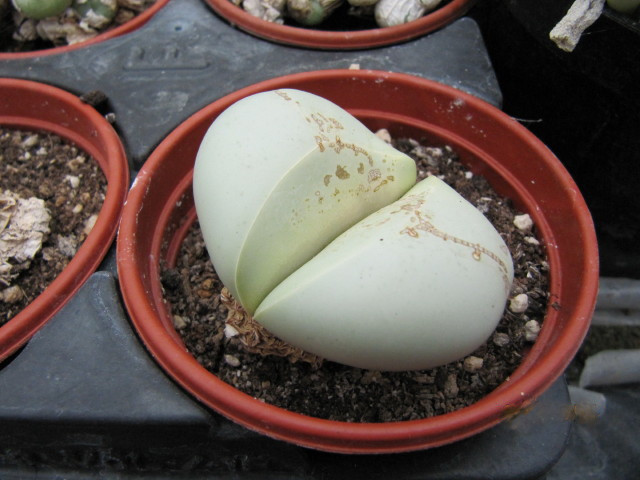
Argyroderma testiculare

Argyroderma N.E.Br., первое упоминание в Gard. Chron., ser. 3, 71: 92 (1922).

### Синонимы
Гетеротипные (основанные на разных номенклатурных типах):
- Roodia N.E.Br. (1922)

### Виды и гибриды
Подтвержденные виды (11) по данным сайта Plants of the World Online на 2023 год:
- Argyroderma congregatum L.Bolus
- Argyroderma crateriforme (L.Bolus) N.E.Br.
- Argyroderma delaetii C.A.Maass
- Argyroderma fissum (Haw.) L.Bolus
- Argyroderma framesii L.Bolus
- Argyroderma patens L.Bolus
- Argyroderma pearsonii (N.E.Br.) Schwantes
- Argyroderma ringens L.Bolus
- Argyroderma subalbum (N.E.Br.) N.E.Br.
- Argyroderma testiculare (Aiton) N.E.Br.
- Argyroderma theartii van Jaarsv.

Гибриды:
- Argyroderma × octophyllum (Haw.) Schwantes